# Medalistki mistrzostw Polski seniorów w chodzie na 50 kilometrów
Medalistki mistrzostw Polski seniorów w chodzie na 50 kilometrów – zdobywczynie medali seniorskich mistrzostw Polski w konkurencji chodu na 50 kilometrów.
Pierwsze mistrzostwa Polski w chodzie na 50 kilometrów kobiet zostały rozegrane w 2018 r. w Dudincach na Słowacji. Zwyciężyła Agnieszka Ellward z Floty Gdynia, która uzyskała czas 4:32:47.
Mistrzostwa Polski w chodzie na 50 kilometrów kobiet są rozgrywane w innych terminach i miejscach niż główne mistrzostwa Polski. 
Najwięcej medali mistrzostw Polski (dwa) zdobyła Agnieszka Ellward, która ma również najwięcej złotych medali.
Aktualny rekord mistrzostw Polski seniorów w chodzie na 50 kilometrów wynosi 4:32:47 i został ustanowiony przez Agnieszkę Ellward podczas mistrzostw w 2018 w Dudincach.

## Medalistki
| NR – rekord kraju \| PB – rekord życiowy \| SB – najlepszy wynik w sezonie \| NL – najlepszy wynik w polskich tabelach w sezonie |

| Mistrzostwa  | 1. miejsce                         | Rezultat | 2. miejsce                              | Rezultat | 3. miejsce                       | Rezultat |
| 1922-2017    | nie rozgrywano                     |          |                                         |          |                                  |          |
| Dudince 2018 | Agnieszka Ellward WKS Flota Gdynia | 4:32:47  | Joanna Bemowska AZS UMCS Lublin         | 4:43:48  | [ a ]                            |          |
| Dudince 2019 | Agnieszka Ellward WKS Flota Gdynia | 4:40:24  | Paulina Buziak-Śmiatacz LKS Stal Mielec | 4:41:02  | Antonina Lorek KS AZS-AWF Kraków | 4:47:54  |

## Klasyfikacja medalowa
W historii mistrzostw Polski seniorów na podium tej imprezy stanęły w sumie 4 chodziarki. Najwięcej medali – 2 –  w tym oba złote, wywalczyła Agnieszka Ellward. W tabeli kolorem wyróżniono zawodniczki, którzy wciąż są czynnymi lekkoatletkami.
| Lp. | Zawodniczka             | Złoto | Srebro | Brąz | Razem |
| 1.  | Agnieszka Ellward       | 2     | 0      | 0    | 2     |
| 2.  | Joanna Bemowska         | 0     | 1      | 0    | 1     |
| 2.  | Paulina Buziak-Śmiatacz | 0     | 1      | 0    | 1     |
| 4.  | Antonina Lorek          | 0     | 0      | 1    | 1     |

## Zmiany nazwisk
Niektóre zawodniczki w trakcie kariery lekkoatletycznej zmieniały nazwiska. Poniżej podane są najpierw nazwiska panieńskie, a następnie po mężu:
Joanna Bemowska → Joanna Motor
Paulina Buziak → Paulina Buziak-Śmiatacz